# گراف مفهومی
گراف مفهومی (به انگلیسی: Conceptual graph) با کوته‌نوشت CG نوعی صوری‌سازی برای نمایش دانش است. گراف مفهومی اولین بار در یک مقاله از جان اف. سوا در سال ۱۹۷۶ (Sowa ۱۹۷۶) ارائه شد که از آن برای نمایش طرح‌واره‌های مفهومی در سامانه‌های پایگاه داده استفاده شده بود. اولین کتاب دربارهٔ CG که توسط سوا در سال ۱۹۸۴ منتشر شد(Sowa 1984)، آن را حیطه‌های مختلفی در هوش مصنوعی، دانش رایانه، و علوم شناختی اعمال کرده بود.

## شاخه‌های پژوهشی
از سال ۱۹۸۴ این مدل در سه جهت اصلی توسعه یافت: یک واسط گرافیکی برای منطق مرتبه اول، حساب نموداری منطق، و یک یک مدل نمایش و استدلال دانش مبتنی بر گراف.

### واسط گراف برای منطق مرتبه اول

گربه‌ای با نام Elsie روی حصیر نشسته‌است (Elsie the cat is sitting on a mat).

در این دیدگاه یک فرمول در منطق مرتبه اول (حساب گزاره‌ای) توسط یک گراف برچسب‌دار نمایش می‌یابد.
گراف مفهومی، برای استفاده در منطق مشترک، در استاندارد ISO به صورت یک نماد خطی استانداردسازی شده‌است، که به آن «قالب تبادل گراف مفهومی» (CGIF) می‌گویند.
نمودار بالا یک مثال از قالب نمایش برای یک گراف مفهومی است. در اینجا به هر جعبه، یک «گره مفهومی» می‌گویند، و به هر بیضی، یک «گره رابطه» می‌گویند. در CGID این CG توسط بیانیه زیر نمایش می‌یابد:
[Cat Elsie] [Sitting *x] [Mat *y] (agent ?x Elsie) (location ?x ?y)
در CGIF، براکت شامل اطلاعات موجود در گره مفهوم است، و پرانتز شامل اطلاعات موجود در گره رابطه است. حروف x و y که به آنها برچسب‌های هم مرجع می‌گویند، نشان می‌دهند که چگونه گره‌های مفهومی و گره‌های رابطه به هم متصل می‌شوند. در CGIF این حروف به متغیرها نگاشت می‌یابند، مثلاً در زیر:
(exists ((x Sitting) (y Mat)) (and (Cat Elsie) (agent x Elsie) (location x y)))
همانگونه که این مثال نشان می‌دهد، ستاره ای که قبل از برچسب‌های هم مرجع *x و *y در CGIF آمده‌است، به متغیرهای دارای«سور وجودی» در CLIF نگاشت می‌یابند، و علامت‌های سؤال که قبل از ?xو ?y هستند، به «متغیرهای پابند» در CLIF نگاشت می‌یابند. یک سور عمومی، که در CGIF توسط @every*zنمایش یافته‌است، در CLIF توسط forall (z) نمایش می‌یابد.
در اینجا استدلال توسط این دو گام انجام می‌شود: اول گراف‌ها به فرمول‌های منطقی ترجمه می‌شود، و سپس یک موتور استنتاج منطقی روی آن استنتاج می‌کند.

### حساب نموداری منطق
شاخه پژوهشی دیگر، کارهای «گراف هستی» که توسط چارلز سندرز پیرس ارائه شده بود را ادامه می‌دهد، این مفهوم یکی از ریشه‌های گراف‌های مفهومی ارائه شده توسط سوا است. در این دیدگاه، که مخصوصاً توسط داو (Dau 2003) در سال ۲۰۰۳ توسعه داده شد، به گراف‌های مفهومی به صورت نمودار‌های مفهومی نگاه می‌شود و نه آن گراف‌هایی که در نظریه گراف می‌شناسیم، در نهایت عملیات استدلال، توسط عمل استدلال روی این نمودارها انجام می‌شود.

### مدل نمایش دانش مبتنی و استدلال مبتنی بر گراف
ویژگی‌های اصلی GBKR یا «مدل نمایش دانش و استدلال مبتنی بر گراف» که توسط چین و موگنیر و گروه مونتپلیر (Chein & Mugnier 2009) در سال ۲۰۰۹ ارائه شد را می‌توان به این صورت خلاصه کرد:
- همه انواع دانش گراف برچسب دار هستند (هستی‌شناسی، قواعد، محدودیت‌ها، و واقعیت‌ها) که راه شهودی و قابل فهمی برای نمایش دانش هستند.
- استدلال بر اساس مفاهیم گراف انجام می‌شود، یعنی به صورت اساسی از طریق مفهوم کلاسیک همریختی گراف انجام می‌شود؛ مزیت اصلی این کار آن است که می‌توان مسائل استدلال پایه را به دیگر مسائل پایه در علوم رایانه پیوند داد (مثلاً آن رابه مسائل مرتبط با پرسمان‌های عطف شده در پایگاه داده‌های رابطه ای یا مسئله ارضای محدودیت پیوند داد).
- صوری‌سازی پایه‌های منطقی دارد؛ یعنی صوری‌سازی نوعی معناشناسی در منطق مرتبه اول دارد، و سازوکارهای استنتاج در رابطه با استنتاج‌های منطق مرتبه اول، سالم (بی عیب) و کامل هستند.
- از دیدگاه محاسباتی، مفهوم همریختی گراف، به عنوان یک مفهوم مرکزی، در دهه ۱۹۹۰ شناخته شد، و در زمینه‌های مختلف، پیچیدگی و الگوریتم‌های مؤثر برای آن به دست آمده‌است.

COGITANT و COGUI ابزاهایی هستند که مدل GBKR را پیاده‌سازی کرده‌اند. COGITANT کتابخانه ای از کلاس‌های C++ است که بیشتر مفاهیم و سازوکارهای استدلال GBKR را پیاده‌سازی کرده‌است. COGUI یک واسط کاربری گرافیکی است که مختص ساخت پایگاه شناخت GBKR می‌باشد (این ابزار با COGITANT تجمیع می‌یابد و از بین عملکردهای بیشماری که دارد، یکی از عملکردهای آن یک ترجمه‌گر از زبان GBKR به RDF/S و بزعکس است).

#### همگانی‌سازی جمله و نمودارهای همگانی‌سازی
همگانی‌سازی جمله و نمودارهای همگانی‌سازی را می‌توان به عنوان نوع خاصی از گراف‌های مفهومی تعریف کرد. همگانی‌سازی جمله را می‌توان به صورت خودکار از درخت تجزیه نحوی ساخت که ابن کار از فعالیت رده‌بندی مفهومی پشتیبانی می‌کند (Galitsky et al 2010). برای به دست آوردن میزان شباهت بین درخت‌های تجزیه نحوی باید از عملیات همگانی‌سازی روی لیست‌های زیردرخت این درخت‌ها استفاده کرد. این نمودارها نمایشی از نگاشت بین مرحله همگانی‌سازی نحوی و مرحله همگانی سازی معنایی هستند (وحدت زدایی از حالات منطقی). برای جملات منفرد، نمودارهای همگانی‌سازی نمایش معنایی دقیق‌تری از گراف‌های مفهومی سنتی هستند زیرا در آن‌ها فقط مشترکات نحوی در مرحله معنایی نمایش می‌یابند.